# Nuoto ai Giochi della X Olimpiade - 400 metri stile libero maschili
La competizione 400 metri stile libero maschili di nuoto dei Giochi della X Olimpiade si è svolta nei giorni dall'8 al 10 agosto 1932 al Los Angeles Swimming Stadium.

## Risultati

### Primo turno
Si svolse l'8 agosto. I primi due di ogni serie più il miglior tempo degli esclusi furono ammessi alle semifinali.
| Pos. | Atleta           | Nazione     | Tempo  |
| ---- | ---------------- | ----------- | ------ |
| 1    | Takashi Yokoyama | Giappone    | 4'53"2 |
| 2    | James Gilhula    | Stati Uniti | 4'53"3 |
| 3    | George Burrows   | Canada      | 5'28"9 |

| Pos. | Atleta            | Nazione       | Tempo  |
| ---- | ----------------- | ------------- | ------ |
| 1    | Buster Crabbe     | Stati Uniti   | 4'59"8 |
| 2    | Noboru Sugimoto   | Giappone      | 5'00"2 |
| 3    | Norman Wainwright | Gran Bretagna | 5'12"0 |
| 4    | Ignacio Gutiérrez | Messico       | 5'29"1 |

| Pos. | Atleta          | Nazione   | Tempo  |
| ---- | --------------- | --------- | ------ |
| 1    | Boy Charlton    | Australia | 4'59"8 |
| 2    | Paolo Costoli   | Italia    | 5'06"7 |
| 3    | Walter Spence   | Canada    | 5'10"0 |
| 4    | Gyula Kánásy    | Ungheria  | 5'40"8 |
| 5    | Manuel Villegas | Messico   | 5'54"2 |

| Pos. | Atleta            | Nazione          | Tempo  |
| ---- | ----------------- | ---------------- | ------ |
| 1    | Jean Taris        | Francia          | 4'53"3 |
| 2    | Giuseppe Perentin | Italia           | 5'09"1 |
| 3    | Bob Leivers       | Gran Bretagna    | 5'14"6 |
| 4    | Nalin Malik       | India Britannica | 5'59"0 |

| Pos. | Atleta          | Nazione   | Tempo  |
| ---- | --------------- | --------- | ------ |
| 1    | Noel Ryan       | Australia | 5'01"9 |
| 2    | Tsutomu Ōyokota | Giappone  | 5'06"3 |
| 3    | George Larson   | Canada    | 5'20"1 |

### Semifinali
Si svolsero il 9 agosto. I primi tre di ogni serie furono ammessi alla finale.
| Pos. | Atleta           | Nazione     | Tempo  |
| ---- | ---------------- | ----------- | ------ |
| 1    | Takashi Yokoyama | Giappone    | 4'51"4 |
| 2    | Jean Taris       | Francia     | 4'52"3 |
| 3    | Tsutomu Ōyokota  | Giappone    | 4'52"8 |
| 4    | James Gilhula    | Stati Uniti | 4'55"4 |
| 5    | Noel Ryan        | Australia   | 4'59"7 |
| 6    | Paolo Costoli    | Italia      | 5'06"0 |

| Pos. | Atleta            | Nazione     | Tempo  |
| ---- | ----------------- | ----------- | ------ |
| 1    | Buster Crabbe     | Stati Uniti | 4:52.7 |
| 2    | Noboru Sugimoto   | Giappone    | 4:59.0 |
| 3    | Boy Charlton      | Australia   | 5:02.1 |
| 4    | Giuseppe Perentin | Italia      | 5:10.5 |
| 5    | Walter Spence     | Canada      | 5:15.6 |

### Finale
Si disputò il 10 agosto.
| Pos.    | Atleta           | Nazione     | Tempo  |
| ------- | ---------------- | ----------- | ------ |
| Oro     | Buster Crabbe    | Stati Uniti | 4'48"4 |
| Argento | Jean Taris       | Francia     | 4'48"5 |
| Bronzo  | Tsutomu Ōyokota  | Giappone    | 4'52"3 |
| 4       | Takashi Yokoyama | Giappone    | 4'52"5 |
| 5       | Noboru Sugimoto  | Giappone    | 4'56"1 |
| 6       | Boy Charlton     | Australia   | 4'58"6 |